# Джафарійський мазгаб
Джафарійський мазгаб, Джафарити (араб. ‏جعفرية‎) — послідовники джафарійської (імамітської) релігійно-правової школи, названої за іменем шостого імама шиїтів-імамітів Джафара ас-Садика. Джафарійський мазгаб визнаний суннітами поряд з чотирма суннітськими — ханафітським, шафіїтським, ханбалітським і малікітським. У XVIII ст. джафарити отримали окреме місце для молитви (макам) за огорожею Кааби нарівні з послідовниками суннітських шкіл. Сьогодні джафарійського мазгабу дотримуються всі шиїти-імаміти

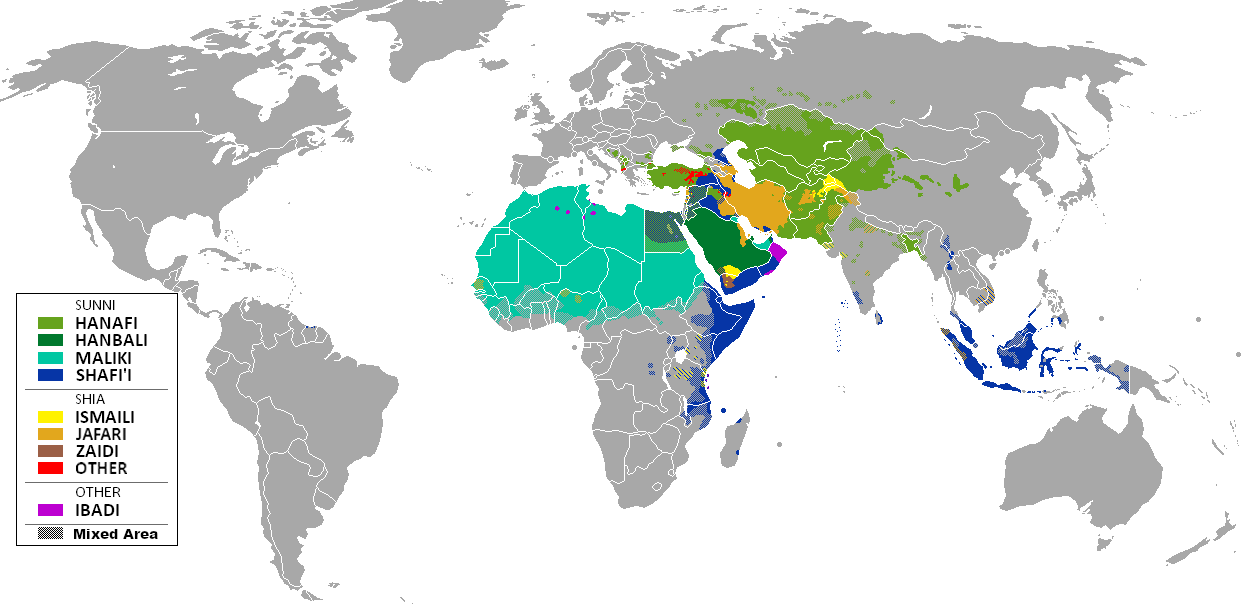
Поширення мазгабів у сучасному світі

Імамітська традиція пов'язує виникнення джафарійського мазгабу з діяльністю самого Джафара ас-Садика і приписує йому низку творів (зокрема, ас-Софі), у яких він виклав засади релігійно-правового вчення, що пізніше стало основою правової системи імамітів (аль-фікх аль-джафарі).

Формування джафарійського мазгабу відбувалося за тих же умов, що й формування суннітських правових шкіл. Факіхи цих шкіл не лише займалися одними питаннями, але часто й вирішували їх однаково, виробляючи подібні жанри релігійно-правової літератури. Подібно до того, як серед суннітських факіхів відбувся розподіл на «прихильників передань», що спиралися виключно на Коран і сунну, і «прихильників самостійного судження», що допускали у питаннях фікху застосування логічного висновку і особистої думки, так і серед імамітських факіхів утворились дві школи — ахбарити і усуліти. Ахбарити («традиціоналісти»), спирались виключно на передання (ахбар), передане зі слів шиїтських імамів, як на єдине джерело релігійного знання і фікху. Усуліти («раціоналісти»), допускали у питаннях богослов'я і права спекулятивну аргументацію і визнавали чотири «джерела» права: Коран, суну, іджма і акл (розум). Саме останні і є представниками джафарійського мазгабу.

Подібно до того, як у суннітському ісламі сунна, зафіксована з часом у збірниках хадисів, стала одним із джерел ісламського віровчення і суннітського права, так і в шиїтському ісламі, зібрання передань (ахбар) зі слів імамів набуло статусу одного з чотирьох джерел права. Значення цих передань особливо зросло після «зникнення» останнього шиїтського імама, коли передання стали основним доказом законності прийнятих правових рішень.

Першим і найповнішим авторитетним зведенням шиїтських передань вважається праця великого імамітського богослова і факіха, «обновителя» (муджаддід) імамітського ісламу Аль-Куліні, що називалася «Аль-Кафі», в якому зібрано і систематизовано понад 16 тисяч передань. З часом Аль-Кафі була визнана імамітами однією з чотирьох книг, чи «джерел» джафарійського мазгабу.

Другим «джерелом» була визнана праця імамітського факіха із Хорасану Ібн Бабуї ас-Садука, в якій містилося 9 тис. передань. Ще двома «джерлами» джафарійського мазгабу були визнані збірники передань ат-Тахзіб (понад 13 тис.) і аль-Істібсар (понад 5,5 тис.) великого знавця джафарійського і сунітського права Аш-Шайха ат-Тусі.

Важливий етап у розвитку джафарійського мазгабу в стосунках між ахбаритами і усулітами припав на період монгольського завоювання і був пов'язаний з застосуванням імамітськими факіхами принципу іджтихаду. Одним із перших став застосовувати цей принцип для винесення рішень Ібн аль-Мутаххар († 1325 р.). Він виявився першим імамітом, що розглядав іджтихад як прерогативу, що робило муджтахідів заступниками імамів.

Боротьба між ахбаритами та усулітами тривала декілька століть. Вже у XIX ст. в Ірані переважали усуліти.

Основні відмінності джафаритів від послідовників сунітських мазгабів:

- джафарити заперечують кияс;

- в сунні визнають лише ті хадиси, що передані імамітськими імамами;

- джафарити-усуліти вважають «врата іджтихаду» відкритими

Останнє сприяло розвитку методології джафарійського мазгабу, дозволяло швидко реагувати на події у світі, що змінюються.

Особливостями джафарійського мазгабу є також допустимість тимчасового шлюбу (мута) і «благорозумного приховування віри» (такія)